# Shia LaBeouf

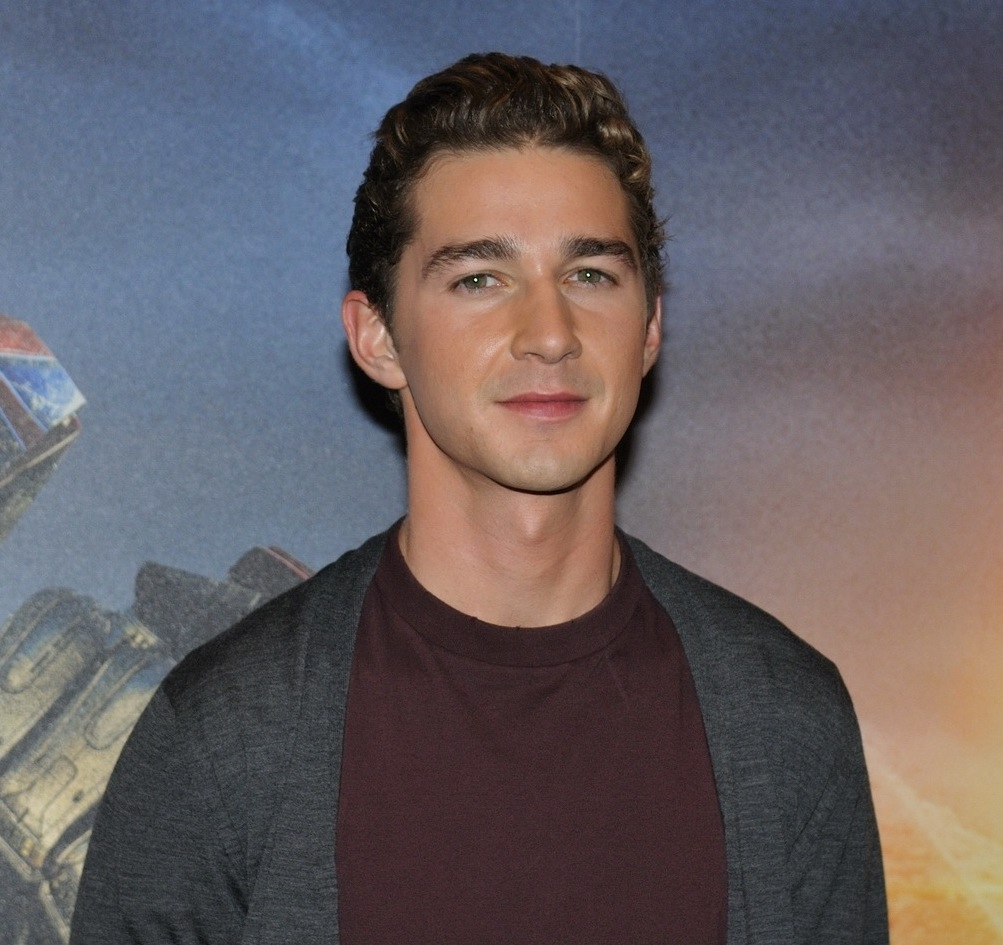
Shia LaBeouf 2009.

Shia Saide LaBeouf, född 11 juni 1986 i Los Angeles, Kalifornien, är en amerikansk skådespelare och komiker.

## Biografi
LaBeouf ägnade sig främst åt ståuppkomik under sin uppväxt. Hans föräldrar hade inte mycket pengar och han bestämde sig för att bli skådespelare. Han ringde upp en agent från Gula sidorna, som än idag är hans agent. Han fick små roller i reklamfilmer och till slut fick han huvudrollen som Louis Stevens i TV-serien Even Stevens på Disney Channel. Filmen Ett hål om dagen, som gjorde succé, blev hans genombrott och efter den har han medverkat i flera Hollywood-filmer, bland andra Constantine (2005) tillsammans med Keanu Reeves och The Greatest Game Ever Played (2005). 
Under 2007 spelade han huvudrollen i filmerna Disturbia och Michael Bays Transformers. LaBeouf medverkar även i den fjärde Indiana Jones-filmen Indiana Jones och Kristalldödskallens rike där han spelar den unge rebellen Mutt Williams. Hans nästföljande film, Eagle Eye, en thriller regisserad av D.J. Caruso, släpptes i september 2008. 2008 vann LaBeouf Orange Rising Star-priset som delas ut till nya talanger på uppgång på BAFTA-galan.
Han har också huvudroll i uppföljaren till Transformers, (Transformers: Revenge of the Fallen) som släpptes sommaren 2009. 2010 spelade han en av huvudrollerna i Oliver Stones Wall Street: Money Never Sleeps. 2011 spelade han ännu en gång huvudrollen i Transformers i den tredje filmen Transformers: The Dark of the Moon mot Rosie Huntington-Whiteley.
7 januari 2015 släpptes den australienska sångerskan Sias musikvideo "Elastic Heart" där LaBeouf är med och gör en dansroll mot dansaren Maddie Ziegler.
2017 släpptes filmen Borg som handlar om den klassiska matchen och Wimbledonfinalen mellan Björn Borg och John McEnroe. LaBeouf spelar McEnroe.

### Religion
LeBeouf konverterade i samband med nyårsmässan till katolicismen. Han hade en Bar mitzva som 13-åring men ansåg sig vara agnostiker innan han konverterade.

## Filmografi
| År   | Titel                                       | Roll                     |
| ---- | ------------------------------------------- | ------------------------ |
| 2003 | The Even Stevens Movie                      | Louis Stevens            |
| 2003 | The Battle of Shakers Heights               | Kelly Ernwiler           |
| 2003 | Ett hål om dagen                            | Stanley Yelnats/Grottman |
| 2003 | Dum och ännu dummare: När Harry mötte Lloyd | Lewis                    |
| 2003 | Charlies änglar - Utan hämningar            | Max                      |
| 2004 | I, Robot                                    | Farber                   |
| 2005 | Constantine                                 | Chas Kramer              |
| 2005 | Nausicaä från Vindarnas dal                 | Asbel (Röst)             |
| 2005 | The Greatest Game Ever Played               | Francis Ouimet           |
| 2006 | A Guide to Recognizing Your Saints          | Young Dito               |
| 2006 | Bobby                                       | Cooper                   |
| 2007 | Disturbia                                   | Kale Brecht              |
| 2007 | Surf's Up                                   | Cody Maverick (Röst)     |
| 2007 | Transformers                                | Sam Witwicky             |
| 2008 | Indiana Jones och Kristalldödskallens rike  | Mutt Williams            |
| 2008 | New York, I Love You                        | Jacob                    |
| 2008 | Eagle Eye                                   | Jerry Shaw               |
| 2009 | Transformers: Revenge of the Fallen         | Sam Witwicky             |
| 2010 | Wall Street: Money Never Sleeps             | Jacob Moore              |
| 2011 | Transformers: The Dark of the Moon          | Sam Witwicky             |
| 2012 | Lawless                                     | Jack Bondurant           |
| 2012 | The Company You Keep                        | Ben Shephard             |
| 2013 | The Necessary Death of Charlie Countryman   | Charlie Countryman       |
| 2013 | Nymphomaniac                                | Jerôme                   |
| 2014 | Fury                                        | Boyd Swan                |
| 2015 | Man Down                                    | Gabriel Drummer          |
| 2016 | American Honey                              | Jake                     |
| 2017 | Borg                                        | John McEnroe             |
| 2019 | The Peanut Butter Falcon                    | Tyler                    |
| 2019 | Honey Boy                                   | James Lort               |